# Pauli Ellefsen
Joen Pauli Højgaard Ellefsen (* 20. April 1936 in Miðvágur; † 24. August 2012) war ein färöischer Politiker der Unionisten (Sambandsflokkurin). Er war 1981–1985 Ministerpräsident der Färöer.
Pauli Ellefsen war der Sohn von Sofía, geb. Højgaard aus Rituvík und Joen Elias Ellefsen aus Miðvágur. Verheiratet war er mit Henni Egholm, geb. Rasmussen. Das Paar lebte in Hoyvík. Er fuhr von 1954 bis 1956 als Fischer zur See. Danach arbeitete er als Fernmeldetechniker und machte eine Handelsschulausbildung. Ab 1969 war er staatlicher Gutachter.
Ellefsten wurde 1974 erstmals ins Parlament der Färöer, das Løgting, gewählt. 1974–1990 war er Vorsitzender der Unionisten, die für eine enge Bindung der Färöer an Dänemark eintreten. 1977–87 und 1988–90 war er einer der beiden färöischen Abgeordneten im dänischen Folketing. 1975–76 und 1979 repräsentierte er die Färöer auch im Nordischen Rat.